# Azorella robusta
Azorella robusta är en växtart i släktet Azorella och familjen flockblommiga växter.
Arten är en perenn och är endemisk på Snaresöarna söder om Nya Zeeland. Den beskrevs först av Thomas Kirk och fick sitt nu gällande namn av Gregory M. Plunkett och Antoine N. Nicolas.